# Густ, Эрих
Эрих Густ (нем. Erich Gust; 31 августа 1909, Кляйн Бёлькау, Германская империя — 18 февраля 1992, Мелле, Германия) — оберштурмфюрер СС, второй шуцхафтлагерфюрер концлагеря Бухенвальд.

## Биография
Эрих Густ родился 31 августа 1909 года. 1 февраля 1931 года вступил в НСДАП (билет № 465978) и СС (№ 54444). С 1938 года служил в составе персонала лагеря в концлагере Бухенвальд. В 1941 году был переведён в концлагерь Штуттгоф, где стал начальником воспитательно-трудового лагеря Мюльталь, принадлежащему иммиграционному центру в Данциге под руководством Макса Паули. В 1942 году вернулся в Бухенвальд, где с 1942 по 1944 году был вторым шуцхафтлагерфюрером, а с 1944 года — рапортфюрером. На этой должности участвовал в убийстве заключённых. Кроме того, Густ был причастен к убийству Эрнста Тельмана.

### После войны
По окончании войны Густ скрылся под псевдонимом Франц Гизе. В 1946 году он был включён в список немецких военных преступников Комиссией объединённых наций по военным преступлениям. В 1948 году в ГДР был выдан ордер на его арест, а в 1959 году прокуратура Кёльна начала против него расследование. С 1966 года Густ и его жена управляли кафе Heimathof в Мелле. В 1969 году Министерство государственной безопасности ГДР узнало о его местонахождении. Из-за путаницы в Западной Германии было начато расследование против другого Эриха Густа, которое было прекращено в 1976 году, когда ошибка стала очевидной. Акты министерства госбезопасности ГДР в ноябре 1992 года направили следователей на верный путь, однако в феврале 1992 года Густ скончался.